# Thou (Adelsgeschlecht)
Die Thou war eine Familie des französischen Amtsadels, die im 16. und 17. Jahrhundert führend im Parlement de Paris aktiv war.

## Geschichte
Die Thou stammen aus Orléans, wo sie im 14. Jahrhundert bezeugt sind. In der zweiten Hälfte des 15. Jahrhunderts ließ sie sich in Paris nieder. Ihre wichtigsten Angehörigen sind:
- Christophe de Thou (1508–1582), Erster Präsident des Parlements von Paris
- Nicolas de Thou (1528–1598), Bischof von Chartres, der den König Heinrich IV. krönte
- Jacques-Auguste de Thou, Maître des requêtes, Historiker und Grand-Maître de la Bibliothèque du Roi
- François Auguste de Thou (1604–1642), Conseiller d’État und Verschwörer

Nach der Verwicklung von François Auguste de Thou in die Cinq-Mars-Verschwörung und dessen Hinrichtung 1642 verlor die Familie Thou ihren Einfluss.

## Stammliste

### Die Thou in Orléans
- Jean de Thou, bl. 1320/30, Bürger von Orleáns, Seigneur du Bignon
- Sylvestre de Thou, dessen Sohn, Seigneur du Bignon, Gouverneur von Orléans; ⚭ Perrette Compaing, Tochter von Jean Compaing, Prévôt de la Ville d’Orléans
- Jean II. de Thou, dessen Sohn, 1415 bezeugt, Seigneur du Bignon; ⚭ (Ehevertrag 24. Januar 1388) Pasquette du Bey (oder du Bel), Schwester von Alain du Bey, Prévôt de la Ville d’Orléans
- Jacques I. de Thou († 4. Oktober 1447 in Orléans), dessen Sohn, Seigneur du Bignon de d’Hierville, Schöffe in Orléans (1439, 1444, 1445 und 1446), Maître d’Hôtel von Louis (um 1400) und Charles de Valois, Herzöge von Orléans; ⚭ NN
- Jacques II. de Thou, dessen Sohn, Seigneur du Bignon et de Francheville, Schöffe in Orléans (1455, 1456); ⚭ Marion (alias Marie) Viole, Tochter von Philippe II. Viole, Conseiller und Avocat in Orléans
- Jacques III. de Thou († 1. Oktober 1504 in Paris), Seigneur du Bignon, de Béville et de Javercy, dessen Sohn, Avocat-général en la Cour des Aides de Paris als Nachfolger seines Onkels Aidan Viole; ⚭ Geneviève Le Moine (oder Le Moyne), Tochter von François Le Moine, Seigneur des Allemans – Nachfahren siehe unten

### Die Thou in Paris
1. Jacques III. de Thou († 1. Oktober 1504 in Paris), Seigneur du Bignon, de Béville et de Javercy, dessen Sohn, Avocat-général en la Cour des Aides de Paris als Nachfolger seines Onkels Aidan Viole; ⚭ Geneviève Le Moine (oder Le Moyne), Tochter von François Le Moine, Seigneur des Allemans – Vorfahren siehe oben
  1. Augustin († 6. März 1554 in Paris), Seigneur de Bonneuil et Villebon (1512), Conseiller, dann Président à mortier du Parlement de Paris (1535); ⚭ 1520 Claude de Marle de Versigny, Tochter von Jean de Marle, Seigneur de Versigny und Anne du Drac (21 Kinder, von denen 14 jung starben) (Marle (Familien))
    1. Christophe (* 28. Oktober 1508; † 1. November 1582 in Pontorson), Seigneur de Bonneuil, Cély, Stains, etc., Président (1554) und Erster Präsident des Parlements von Paris (1562); ⚭ Jacqueline (alias Catherine/Isabeau) de Tuleu, Dame de Cély († 21. Januar 1588), Tochter von Jean de Tuleu, Seigneur de Cély, und Jeanne Chevalier
      1. Jean (* 1545; † 5. August 1579 in Paris), Seigneur de Bonneuil et de Cély, Conseiller du Roi, Maître ordinaire des requêtes de l’Hôtel du Roi (1570); ⚭ (Ehevertrag 4. Februar 1568) Renée Baillet, Dame de Bonneuil et de Sceaux, Tochter von René Baillet, Seigneur de Sceaux et de Tresmes, Président au Parlement de Paris, und Isabeau Guillard
        1. René († vor 25. Juni 1644), Chevalier, Seigneur de Bonneuil und Cély, Conseiller du Roi en Ses Conseils d’État et Privé; ⚭ Marie Faye († 27. Juli 1666 in Paris), Tochter von Jacques Faye, Seigneur d’Espeisses, Président au Parlement, und Françoise de Chaluet
          1. Louis Marie († jung)
          2. Louise, Äbtissin von Les Clairets au Perche
          3. Marie, geistlich in Port-Royal
          4. Elisabeth Claire, Karmelitin in Saint-Denis
          5. Claude, Karmelitin in Rennes
          6. Tochter, Karmelitin in Chartres
          7. Claire († Januar 1645)
          8. Françoise Charlotte ⚭ 1643 Christophe Auguste de Harlay, Seigneur de Cély et de Bonneuil (Harlay)

        2. Isabelle (Isabeau); ⚭ (1?) Philippe de Longueval, Seigneur de Manicamp, Gouverneur von La Fère; ⚭ (2 ?) 17. November 1594 Jean de Mornay, Seigneur d’Ambleville
        3. Renée (* 17. Juni 1570 in Paris; † 4. Februar 1633 in Rennes); ⚭ Jean de Bourgneuf, Seigneur de Cucé et d’Orgères (* um 1562; † 5. Juni 1636), Premier Président au Parlement de Bretagne 1597–1636
        4. Jacqueline; ⚭ Daniel (alias Frédéric) de Hangest, Seigneur d’Argenlieu

      2. Christophe Auguste († ermordet in La Grande-Paroisse während der Kämpfe der Katholischen Liga), Seigneur de La Grande-Paroisse et Saint-Germain-en-Brie, Grand Maître des Eaux et Forêts de Normandie, Bailli de Melun; ⚭ Françoise Allegrain, Dame de Saint-Germain-en-Brie et de la Grande-Paroisse, Tochter von Louis Allegrain, Seigneur de Saint-Germain-en-Brie et de la Grande-Paroisse und Louise Briçonnet
        1. Christophe († ermordet gemeinsam mit seinem Vater)

      3. Jacqueline, Äbtissin von Malnoue
      4. Jacques Auguste (* 8. Oktober 1553 in Paris; † 7. Mai 1617 ebenda), Baron de Meslay, Seigneur de Villebon, Maître des requêtes (1584), Notaire et Secrétaire du Roi, Président à mortier au Parlement de Paris, Grand Maître de la Bibliothèque du Roi (1593), Historiker; ⚭ (1) 1587 Marie de Barbençon-Cany († 1601), Tochter von François de Barbençon, Seigneur de Cany; ⚭ (2) 1602 Gasparde de La Châtre (* 1577; † Juli 1616), Tochter von Gaspart de La Châtre, Comte de Nançay, Capitaine des Gardes du Corps du Roi, und Gabrielle de Batarnay (Haus La Châtre)
        1. (2) François Auguste (* 1604 oder 1607 in Paris; † 12. September 1642 hingerichtet in Lyon)
        2. (2) Achille Auguste (* 1608 in Paris; † 6. April 1635), Conseiller au Parlement de Bretagne
        3. (2) Henriette Gabrielle Louise; ⚭ 11. Oktober 1632 Arnaud de Pontac (* 1600; † 1631 in Bordeaux) 1653–1673 Premier Président du Parlement de Bordeaux, Sohn von Geoffroi de Pontac, Seigneur de Salles, und Aimée de Malvin de Montazet, Dame de Cessac
        4. (2) Jacques Auguste (* 1605; † 1677), Baron de Meslay, Seigneur de Venvre, Saint-Germain-en-Brie et du Bois-Thibault, Président aux Enquêtes du Parlement, 1657 Botschafter in den Niederlanden; ⚭ (1) Marie Picardet († 4. Februar 1663), Tochter von Hugues Picardet, Procureur général au Parlement de Dijon, und Antoinette Le Prevost; ⚭ (2) 18. Oktober 1665 in Eguilly René Giffart de La Marzellière († Juni 1691)
          1. (1) Louis Auguste (* 9. Juli 1646; † vor 1738)
          2. (1) Jacques Auguste (* 4. März 1655; † 17. April 1746 in Paris), Abt von Samer-aux Bois und Souillac
          3. (1) Francoise Renée (* 1656; † 13. April 1738)
          4. Tochter

        5. (2) Madeleine († vor 1640); ⚭ Jacques Danès, Seigneur de Marly-la-Ville, Président de la Chambre des comptes (1637), 1640 zum Bischof von Toulon geweiht
        6. (2) Marie (alias Marguerite); ⚭ René du Bellay († * 1611 ? in La Bigotiére; 12. September 1662 in Lassay), Comte de La Feuillée, Sohn von Charles du Bellay und Radegonde de Rotours

      5. Marie, Äbtissin von Les Clairets
      6. Anne (* 1550; † 27. Juli 1584); ⚭ 13. Mai 1566 Philippe Hurault de Cheverny (* 25. März 1528; † 29./30. Juli 1599), Chevalier, Comte de Cheverny et de Limours, 1583 Kanzler von Frankreich, Sohn von Raoul II. Hurault und Marie de Beaune
      7. Catherine (* 1554); ⚭ 30. Mai 1568 Achille I. de Harlay (* 7. März 1536; † 29. Oktober 1616 in Paris), Premier Président du Parlement de Paris (1582), Comte de Beaumont (September 1612), Sohn von Christophe I. de Harlay und Catherine du Val (Harlay)

    2. Adrien († 25. Oktober 1570), Seigneur de Hierville, Kanoniker von Notre-Dame de Paris, Conseiller clerc au Parlément (1556), Maître ordinaire des requêtes (1567)
    3. Nicolas (* 1528; † 5. November 1598, 70 Jahre alt), Archidiakon der Kirche von Paris, Trésorior de Beauvais, Kommendatarabt von Saint-Symphorien de Beauvais, 1573 Bischof von Chartres
    4. Jeanne (alias Marguerite); ⚭ Jacques Le Lieur, Seigneur de Chesnoy
    5. Barbe; ⚭ 22. November 1547 Jacques I. Sanguin (* um 1520; † 1587), Seigneur de Livry, Conseiller au Parlement de Paris, Lieutenant-général des Eaux et Forêts, Schöffe von Paris (1567–1569), Sohn von Nicolas Sanguin und Jeanne de Louviers
    6. Augustin († 25. Oktober 1570), Avocat du Roi au Chatelet de Paris; ⚭ Anne (alias Françoise) Bourgeois, Tochter von François Bourgeois und Marie de Rueil
      1. Christophe, Seigneur du Plessis-Placy, Conseiller du Roi en ses Conseils d’État et Privé, Maître des Eaux et Forête d’Île-de-Frane; ⚭ Anne de Neufville de Villeroy, Tochter von Jean de Neufville-Villeroy, Seigneur de Chanteloup, und Geneviève Allart
        1. Anne; ⚭ 27. Februar 1607 François de Savary, Seigneur, Comte de Brèves, Marquis de Maulévrier (* 1560 in Paris; † 1628 ebenda) Botschafter in Rom und Konstantinopel
        2. Augustin, Abt von La Roue und Manlieu

    7. Anne (* um 1527; † 1593), Äbtissin von Saint-Antoine-des-Champs (1587)

  2. Marguerite († 1533); ⚭ (1) Jacques le Maçon; ⚭ (2) Miles Perrot, Schöffe von Paris (1515), Sohn von Nicolas Perrot und Jeanne La Cousarde – Eltern von Nicolas Perrot, Prévôt des marchands (1557)
  3. Claude (Claudine); ⚭ (1) Jean Galope († vor Dezember 1525), Seigneur de Boutervilliers, Avocat au Parlement; ⚭ (2) Guillaume (de) Versoris († vor 29. Dezember 1533), Avocat au Parlement, Sohn von Guillaume Le Tourneur, genannt Versoris, Seigneur de Garges, und Claire Fournier
  4. Madeleine; ⚭ Pierre Fraguier († um 1547)
  5. Marie; ⚭ Jean Andry, Seigneur de Veires (bei Chelles), Maître des Comptes
  6. Anne; ⚭ François Goyet, Avocat du Roi au Châtelet de Paris